# Alpinópolis
Alpinópolis là một đô thị thuộc bang Minas Gerais, Brasil. Đô thị này có diện tích 458,976 km², dân số năm 2007 là 17821 người, mật độ 40,7 người/km².